# Chim cánh cụt châu Phi
Spheniscus demersus là một loài chim trong họ Spheniscidae.
Loài chim cánh cụt này có phạm vi phân bố giới hạn trong vùng nước phía nam châu Phi. Giống như hầu hết tất cả các loài chim cánh cụt khác loài này không thể bay, với một cơ thể thuôn, cánh có dạng chân chèo giúp chúng bơi lội trong môi trường sống biển. Con trưởng thành cân nặng trung bình 2,2-3,5 kg

## Mô tả
Là loài động vật có mỏ dẹt. Chân có màng bơi không thấm nước. Loài chim cánh cụt này có phạm vi phân bố giới hạn trong vùng nước phía nam châu Phi. Giống như hầu hết tất cả các loài chim cánh cụt khác loài này không thể bay, với một cơ thể thuôn, cánh có dạng chân chèo giúp chúng bơi lội trong môi trường sống biển. Con trưởng thành cân nặng trung bình 2,2-3,5 kg. Thường sinh sống ở nơi có nắng

## Phân bố và tình trạng bảo tồn
Chim cánh cụt châu Phi chỉ được tìm thấy trên bờ biển phía tây nam của châu Phi, sống trong các thuộc địa trên 24 hòn đảo giữa Namibia và vịnh Algoa, gần Port Elizabeth, Nam Phi. Nó là loài chim cánh cụt duy nhất sinh sản ở châu Phi và sự hiện diện của nó đã đặt tên cho quần đảo Penguin.

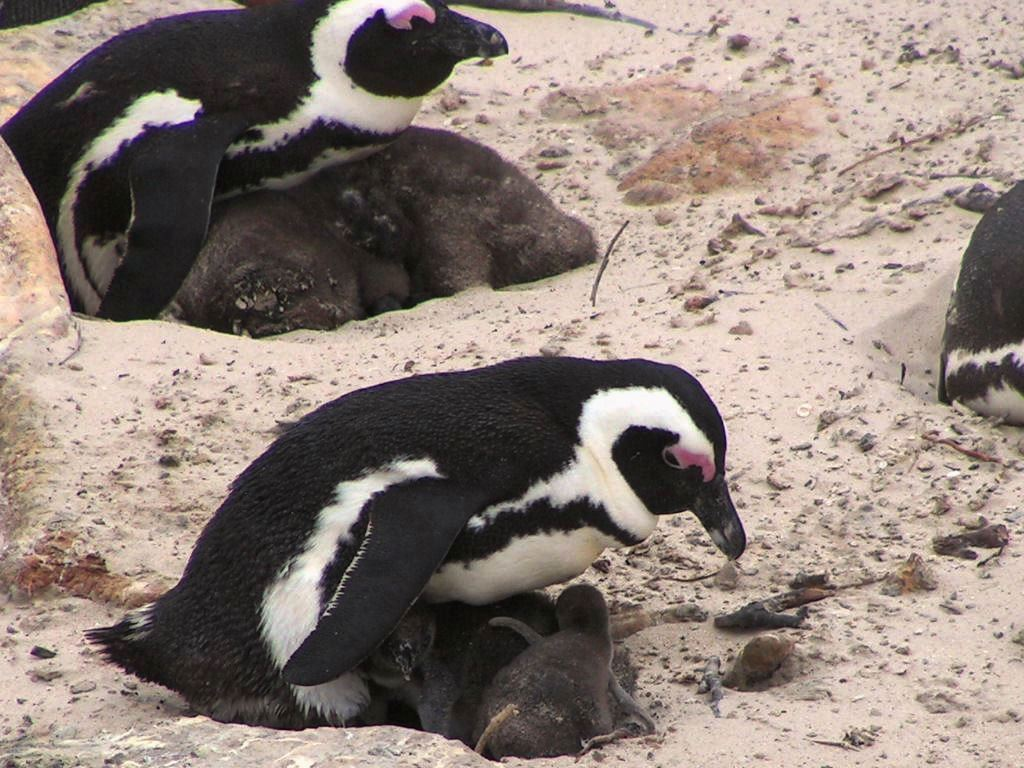
Chim con, Boulders Beach, Nam Phi

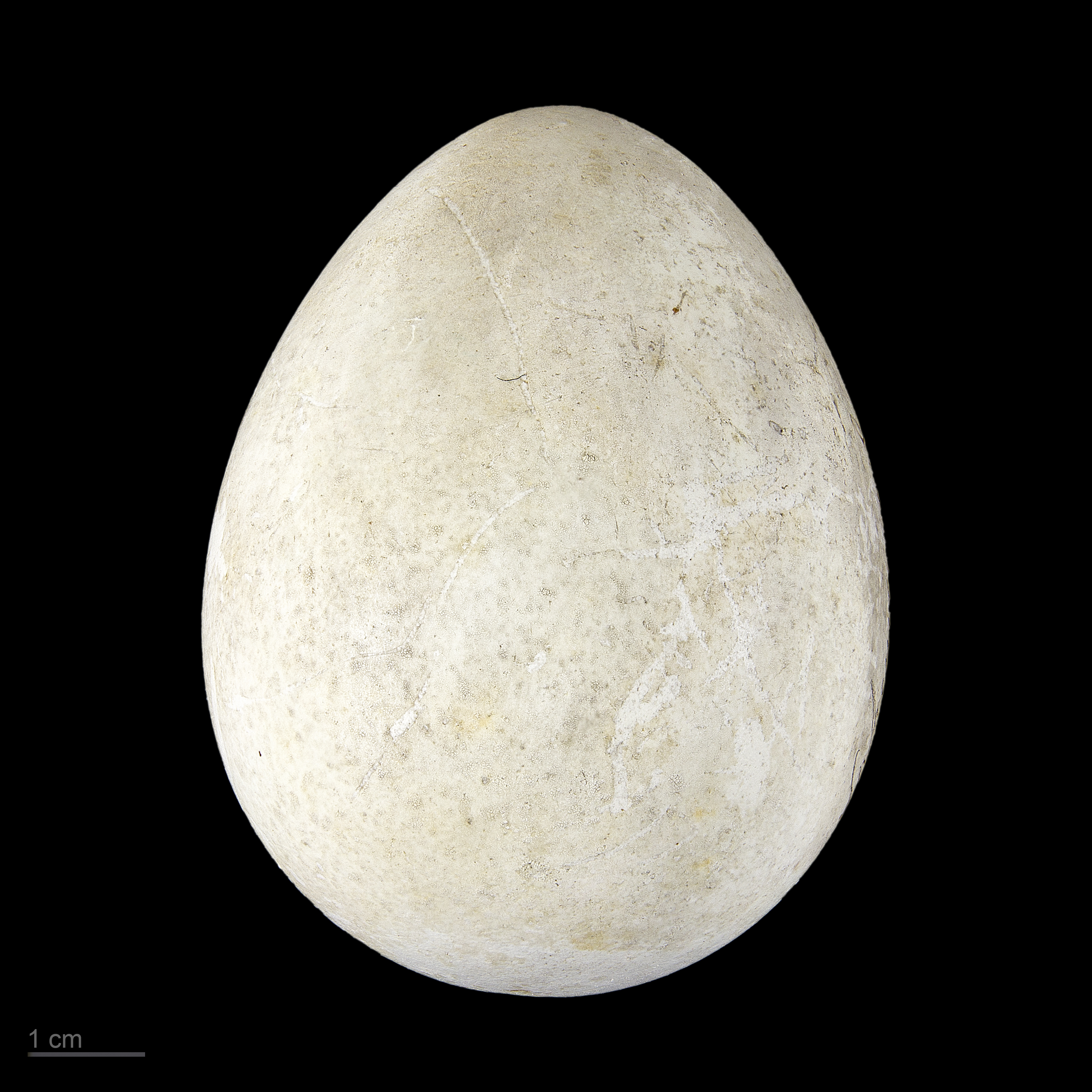
Spheniscus demersus

Hai quần thể được thành lập bởi chim cánh cụt trong những năm 1980 trên đất liền gần Cape Town, cụ thể là bãi biển Boulders gần thị trấn Simon và Stony Point ở vịnh Betty. Các quần thể có lẽ chỉ trở nên khả thi trong thời gian gần đây do việc giảm số lượng loài ăn thịt, mặc dù thuộc địa Bay của Betty đã bị tấn công bởi các con báo hoa mai. Quần thể khác là ở Namibia, nhưng nó không được biết khi nó được thành lập.
Bãi biển Boulders là một điểm thu hút khách du lịch, đối với bãi biển, bơi lội và chim cánh cụt. Chim cánh cụt cho phép mọi người tiếp cận chúng gần một mét.
Quần thể sinh sản của chim cánh cụt châu Phi đang được nuôi giữ trong nhiều vườn thú trên toàn thế giới. Không có quần thể nào được biết bên ngoài bờ biển phía tây nam của châu Phi, mặc dù những cá thể lang thang (chủ yếu là chim non vị thành niên) đôi khi có thể được nhìn thấy ngoài phạm vi bình thường.